# Борисоглебск (аэродром)
Борисоглебск — действующий военный аэродром, расположенный в Воронежской области восточнее одноименного города Борисоглебск.

## История
В настоящее время аэродром используется ВВС России, в том числе в качестве учебно-военного аэродрома Факультета штурмовой и бомбардировочной авиации Краснодарского высшего военного авиационного училища лётчиков, сформированного на базе Борисоглебского учебного авиационного центра подготовки лётного состава. Базируются самолёты Су-25 и Як-130.
С 1922 года на аэродроме базировались учебные полки Борисоглебского высшего военного авиационного училища летчиков имени В.П. Чкалова.
Во время войны на аэродроме за счет выпускников и инструкторов школы формировались истребительные авиационные полки для отпраки на фронт. В период с 8 по 17 ноября 1941 года на аэродроме при Борисоглебской военной авиационной школе пилотов сформирован 631-й истребительный авиационный полк по штату 015/174 на самолетах И-16. С 9 ноября полк входил в состав ВВС Орловского военного округа и базировался на аэродроме до 30 ноября 1941 года.

### Во время вторжения России на Украину
14 августа 2024 года аэродром был атакован БПЛА ВСУ, в результате чего была повреждена инфраструктура аэродрома.
В ночь на 3 октября 2024 года в районе аэродрома были зарегистрированы шесть очагов возгорания. Согласно заявлению СБУ, аэродром был атакован украинскими дронами. Губернатор Воронежской области Александр Гусев заявил об «уничтожении и подавлении около трёх десятков украинских беспилотников».
5 июля 2025 года Генеральный штаб ВСУ заявил об ударе по военному аэродрому «Борисоглебск». Как утверждается, был поражен склад с управляемыми авиабомбами, учебно-боевой самолет, и вероятно, другие самолеты.